# The Bond
The Bond es una película de cine estadounidense dirigida por Charles Chaplin para el "Liberty Load Committee", con vistas a que su proyección ayudara a vender los bonos de guerra de los Estados Unidos durante la Primera Guerra Mundial. Se aprovechó el juego de palabras que resulta del doble significado de la palabra inglesa «bond»: «lazo», pero también «bono». Fue estrenada el 13 de diciembre de 1918.
La película contó con la actuación de Charles Chaplin, Edna Purviance, Albert Austin y Sydney Chaplin. La historia se representa en un escenario apenas iluminado, casi desnudo, que no tiene más que los elementos indispensables para la acción.
La trama consiste en una serie de escenas ilustrando en forma humorista las diversas clases de lazos, como los de la amistad, el matrimonio, y, el más importante, el Liberty Bond (Bono de la Libertad), esto es, el bono emitido por el gobierno de los Estados Unidos para ayudar a financiar los gastos de guerra. La película termina con el K.O. al káiser que hace Chaplin literalmente.
También hay una versión británica en la que el Tío Sam es reemplazado por John Bull y promueve los War Bonds (Bonos de Guerra).

## Reparto
- Charles Chaplin: Charlie.
- Edna Purviance: la esposa de Charlie / la Libertad.
- Albert Austin: un amigo.
- Sydney Chaplin: el káiser.
- Joan Marsh: Cupido.
- Tom Wilson: la Industria.

### Añadido en el montaje británico
- Henry Bergman: John Bull.